# 胡姆尼斯卡 (利維夫州)
49°58′8″N 24°43′17″E / 49.96889°N 24.72139°E
胡姆尼斯卡（羅馬化：Humnyska）是烏克蘭西部的村莊，隸屬利維夫州的佐洛奇夫區。該村面積2.39平方公里，海拔高度218米，2001年人口455，人口密度每平方公里190.38人。